# Иван Стоянов (футболист, р. 1983)
Вижте пояснителната страница за други личности с името Иван Стоянов.
Иван Стоянов (роден на 24 юли 1983 г.) е български футболист. Той е племенник на футболиста Йордан Лечков. Стоянов играе атакуващ полузащитник.

## Кариера
Иван Стоянов е юноша на ОФК Сливен 2000. Минава през всички юношески гарнитури на клуба, а на 18-годишна възраст през 2001 г. дебютира и за мъжкия тим. По това време ОФК Сливен 2000 играе във В футболна група и Иван бързо става звездата на отбора. През лятото на 2005 г., малко сензационно, Стоянов осъществява трансфер в немския елитен ФФБ Щутгарт, като в клубната каса на ОФК Сливен 2000 влиза сумата от 100 000 евро. В Германия обаче, той почти не получава шанс за изява, като изиграва едва един двубой за „швабите“ в Първа Бундеслига. Така, закономерно, година по-късно, Иван Стоянов се завръща в родния Сливен. У дома той напълно разгръща потенциала си, и с негова помощ за три години ОФК Сливен 2000 се изкачва до А футболна група. В този период Стоянов изиграва 75 мача, в които реализира 41 гола. Добрите му изяви и многото голове не остават незабелязани и през лятото на 2009 г. той преминава в ПФК ЦСКА (София) .

### Лудогорец
Дебютира за Лудогорец на 11 септември 2011 г. в срещата от петия кръг на А ПФГ между Лудогорец и ПФК Славия завършила с голяма победа с 6 – 0 за Лудогорец. На 30 септември 2011 г. отбелязва в последната минута на мача първия си гол за тима в срещата Ботев (Враца)-Лудогорец 0 – 1. Става голмайстор на А ПФГ за 2012 г. с отбелязани 16 гола, като разделя първото място заедно с Жуниор Мораеш .

## Успехи
- Шампион на A ПФГ: 2011 – 12, 2012 – 13
- Купа на България: 2011 – 12
- Суперкупа на България: 2012